# Пеперминт (филм)
Пеперминт је амерички акциони филм из 2018. године. Филм је режирао Пјер Морел а сценарио написао Чед Сент Џон. У филму глуме Џенифер Гарнер, Џон Ортиз, Џон Галагер Џуниор и Хуан Пабло Раба.

## Прича
Рајли Норт је обична жена која живи с мужем Крисом и ћерком Карли. Криса његов пријатељ покушава наговорити да краду од Дијега Гарсије, моћног шефа подземља, али га Крис одговори од тога. Иако није ништа украо, Крисовог пријатеља убија Гарсија који такође шаље своје људе да убију Криса и његову породицу, да би тиме послао упозорење свима који чак и помисле да краду од њега. Док су Рајли, Крис и Карли испред вашара, Гарсијини људи их упуцају из аутомобила у покрету. Рајли једва успева да преживи напад, али Крис и Карли су мртви.
Касније, Гарсијин адвокат улази у Рајлину кућу док се она сели и покушава да је подмити да не сведочи на суђењу, али она га избацује напоље. На суђењу Крисовим и Карлијиним убицама и судија и тужилац тајно раде за Гарсију, и не само да убице бивају ослобођени већ судија наређује да Рајли буде лишена слободе да би била психијатријски хоспитализована. На путу до психијатријске болнице, Рајли успева да побегне.
Пет година касније, људи који су убили Крис и Карли су нађени мртви и обешени о панорамски точак у истом вашару где су починили убиства. Испоставља се да је Рајли провела протеклих 5 година путујући по свету и припремајући се за освету. Такође је убила и адвоката и тужиоца који су радили за Гарсију, након чега проваљује у кућу корумпираног судије који је наредио да буде лишена слободе, закуцава судији шаке ексерима за сто и убија га.
Рајли сада намерава да уништи Гарсијину криминалну организацију и убије Гарсију да би осветила своју породицу.